# Mauricio de Sousa
Mauricio Araújo de Sousa (Santa Isabel, 27 de octubre de 1935), más conocido como Mauricio, es un historietista brasileño. A lo largo de su carrera ha creado más de 250 personajes y numerosas series infantiles, entre las que destaca Turma da Mônica.

## Biografía
Mauricio nació en Santa Isabel (São Paulo, Brasil) el 27 de octubre de 1935. Tanto su padre como su madre eran poetas que se mudaron primero a Mogi das Cruzes y después a la capital del estado. Desde pequeño mostró preferencia por la ilustración, trabajando para diferentes diarios locales, y a los 17 años aceptó un empleo en el Folha da Manhã como periodista de sucesos con la idea de publicar una tira de historietas a largo plazo.
El 18 de julio de 1959 consiguió que el diario le publicara su primera tira cómica semanal, protagonizada por el perro Bidu. Al año siguiente dejó de ser reportero para centrarse en nuevas series de historieta, muchas basadas en su propia infancia. De ahí surgieron los personajes Mónica, Cebollita (1961), Chico Bento y Penadito (1963). Para distribuir todo ese material, Mauricio creó una editorial que selló contratos con más de 200 diarios regionales y locales, otorgándole alcance en todo Brasil.
A partir de 1970, Mauricio edita el primer libro de historietas de Turma da Mônica (en América Latina, Mónica y su pandilla; en España, Mónica y sus amigos), protagonizada por una niña paulista de seis años a la que acompañan sus amigos Cebollita, Magali y Cascarón. Esos personajes habían sido creados en la década de 1960 como secundarios, pero eran tan populares que el autor apostó por una línea independiente. La serie continúa editándose hoy en día.
Turma da Mônica ha sido licenciada a nivel internacional y dentro de Brasil ha generado un universo de series de animación, películas, videojuegos e incluso parques de atracciones (Parque da Mônica). A raíz de su éxito, el dibujante fundó los «Estudios Mauricio de Sousa» que aglutinan a un equipo de 500 dibujantes para ocuparse de todas las colecciones, en su mayoría de periodicidad semanal y mensual. En el tramo final de su carrera, Mauricio se encarga de supervisar las obras y sólo dibuja una de ellas, el dinosaurio Horácio.
Mauricio era amigo del mangaka Osamu Tezuka desde que se conocieron en 1984. Tras la muerte de Tezuka, mantuvo la relación con sus hijos y en 2012 se convirtió en el primer dibujante extranjero autorizado por Tezuka Productions para publicar un spin-off con personajes de Tezuka, en la revista Mónica Joven.
En 2011 fue aceptado en la Academia Paulista de Letras, siendo el primer dibujante brasileño que entra en una institución académica.

## Obra

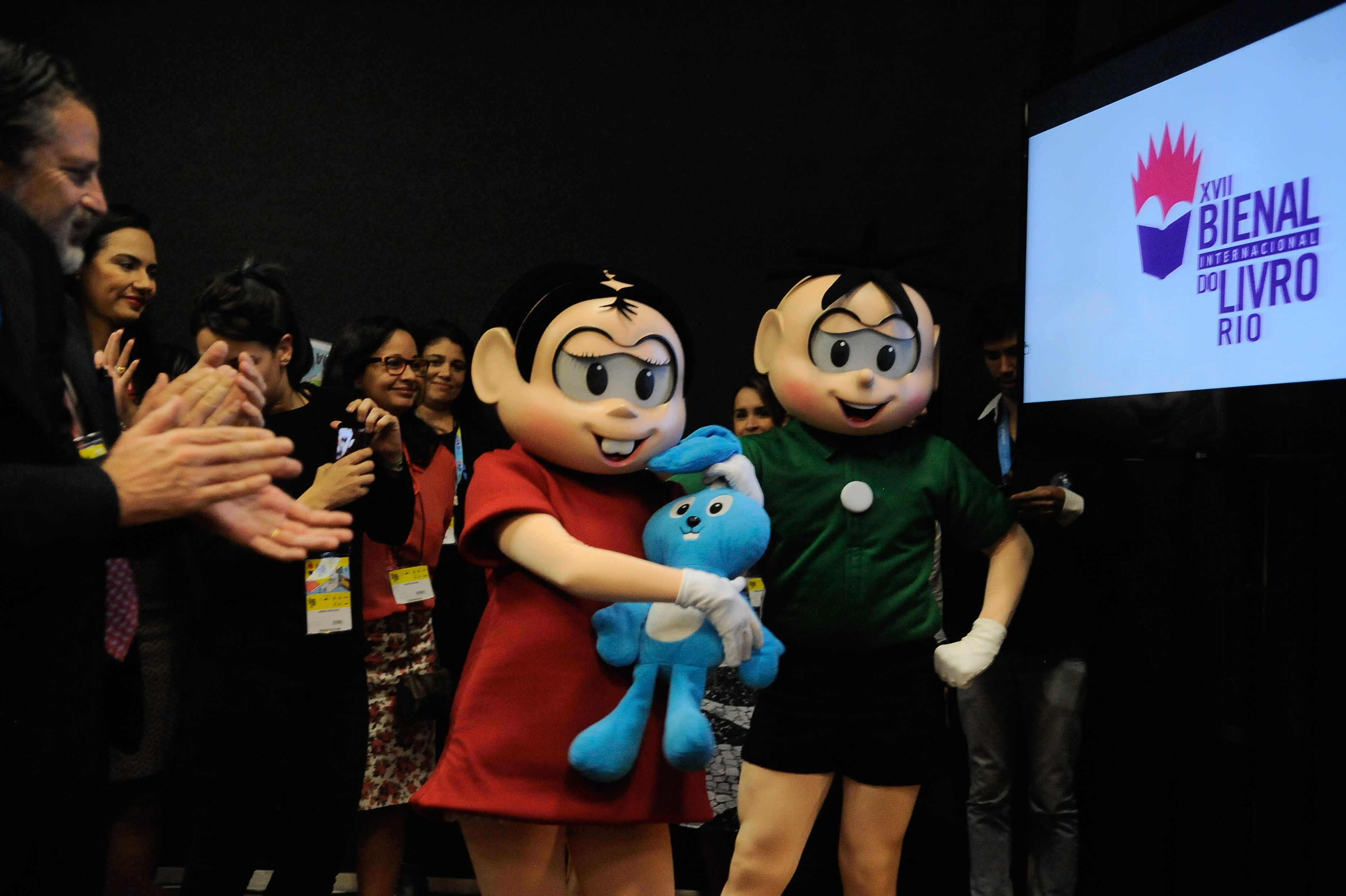
Mónica y Cebollita, dos de los personajes más exitosos en la trayectoria de Mauricio.

Desde que su carrera profesional comenzara en 1959, Mauricio ha creado más de 250 personajes. Cada una de las colecciones cuenta con su propia turma (en español, cuadrilla) de protagonistas.
- Turma da Mônica (1959): trata sobre las aventuras de Mónica, una niña de seis años que vive en el barrio del Limonero con sus amigos Cebollita, Magáli, Cascarón y el perro Bidú. Se trata de la colección más exitosa, con publicación ininterrumpida en revista de historietas desde 1970. Sobre ella se han desarrollado dos series derivadas: Mónica Joven (para público adolescente, con estilo manga) y Mónica Toy.
- Turma do Chico Bento (1960): se centra en la vida de Chico Bento, un niño inocente que vive en una granja del interior de Brasil junto al resto de sus amigos. El personaje está inspirado en los caipira.[1]
- Turma do Piteco (1961): serie infantil basada en la prehistoria.[1]
- Turma do Horácio (1961): serie infantil derivada de Piteco, sus protagonistas son los dinosaurios encabezados por Horácio.[1]
- Turma do Penadinho (1963): historietas de humor basadas en personajes de películas de terror adaptados al público infantil. El protagonista es el fantasma Penadito.[1]
- Turma do Astronauta (1963): aventuras de Astronauta Pereira, un cosmonauta brasileño inspirado en el éxito de Yuri Gagarin.[1]
- Turma do Papa-Capim (1963): el protagonista es Papa-Capim, un aborigen de la selva amazónica.[1]
- Turma da Tina (1970): historietas para el público adolescente, basadas en situaciones cotidianas.[1]

Además, Mauricio ha creado colecciones dedicadas a futbolistas brasileños:
- Pelezinho (1977): inspirada en la estrella Pelé.[7][8]
- Ronaldinho Gaucho (2006).[8]
- Neymar (2013).[9]